# Jan Güntner
Jan Władysław Güntner est un acteur et metteur en scène polonais né le 17 juin 1931 à Cracovie, cofondateur du théâtre Piwnica pod Baranami (pl), membre des troupes de théâtre Cricot 2 (pl), Théâtre Stary, Théâtre populaire de Cracovie, Théâtre du Jeune Spectateur, Théâtre des Satiriques, collaborateur au Teatr 38 (pl), ami et premier interprète des poèmes d'Andrzej Bursa. En 1979-1981, directeur du théâtre Bagatela. Membre et vice-président de l'association Kuźnica.

## Biographie
Jan Güntner naît en 1931 de parents originaires de Bochnia et actifs dans la société des Bochniaks. Avant la Seconde Guerre mondiale, sa mère appartenait à l'Association polonaise des femmes ayant fait des études supérieures, tandis que son père Rudolf est un militant abolitionniste et donne des conférences contre la peine de mort dans plusieurs villes de Pologne ; il appartenait également à la loge maçonnique Superstition victorieuse.
Sous l'occupation, son père est actif dans la clandestinité indépendantiste, dirigeant, entre autres, le tribunal clandestin. Par conséquent, il est contraint de passer la nuit dans diverses cachettes à l'extérieur de son domicile, notamment dans l'appartement de sa sœur au 27 rue Złoty Róg. Le cousin aîné de Güntner, Jerzy Nowak (pl), est également actif dans la clandestinité : « Le beau-frère de mon père était le commandant du district de Rzeszów de l'Armée de l'Intérieur. Leurs deux fils, mes cousins aînés, étaient à l'école des cadets de l'occupation. Ils ont pris Rysio lors d'un raid contre les partisans de la forêt. Jerzyk, ou Jerzy Nowak, faisait partie des structures de la ville. Son travail consistait à exécuter les condamnations à mort. Après la guerre, il ne se dévoile pas et entre en 1946 dans une école de théâtre créée à Cracovie par Juliusz Osterwa. La suite de sa carrière est connue dans l'histoire du théâtre et du cinéma. ».
À partir de 1938, Jan Güntner fréquente l'école primaire Jan Kant, située au 7 rue Smolensk. C'est là, en première année, qu'il rencontre Andrzej Bursa, avec qui il noue une amitié qui dure près de vingt ans, jusqu'à la mort de Bursa en 1957. Güntner se souvient des expériences qu'ils ont partagées pendant l'occupation allemande : « Si nos cours étaient annulés, ce qui arrivait souvent en raison du manque de charbon pour chauffer les salles de classe, Andrzej et moi, ainsi que nos collègues, avions l'habitude de faire le guet. Si quelque chose se produisait, nous pouvions sauter en courant. Nous avons vu tout ce que l'on pouvait voir pendant l'occupation. Les bersalieri italiens avaient des baraquements dans la rue Sienna. Nous les appelions « porco italiano » et nous nous enfuyions rapidement. Ils se sont mis à rire. Et puis il y avait les trajets en tramway à travers le ghetto, jusqu'au terminus Bonarka, où nous pêchions des épinoches, des daphnies et des nématodes pour les aquariums. Nous avons vu les lieux d'exécution, les potences érigées près de la gare de Płaszów après la liquidation du camp de Płaszów. C'était une horreur apprivoisée ».
Il passe son baccalauréat au lycée Bartłomiej Nowodworski. En 1953, il est diplômé de l'École nationale supérieure de théâtre Ludwik-Solski. Là, il a notamment pour professeurs Adam Polewka, Władysław Krzemiński, Władysław Józef Dobrowolski, Władysław Woźnik, Kazimierz Meierhold et Wiesław Gorecki. Toujours en 1953, il rejoint le théâtre Stefan Żeromski de Kielce-Radom dirigé par Tadeusz Byrski. Byrski recommande Güntner à Tadeusz Kantor pour le théâtre Cricot 2.
Güntner est l'un des fondateurs de Piwnica pod Baranami, où il se produit entre 1956 et 1957. Sur la scène de Piwnica, il est le premier à interpréter les poèmes d'Andrzej Bursa. Avec Bursa, il écrit le texte Karbunkuł, inspiré du théâtre de la cruauté, sur la base duquel Tadeusz Kantor met en scène un spectacle sous ce titre.
Il est un membre actif du Théâtre du Jeune Spectateur de Maria Bilijanka à Cracovie, où il joue dans deux productions. De 1958 à 1971, il est associé au Théâtre populaire de Cracovie.
En tant que metteur en scène, il collabore avec le Théâtre 38, où il met en scène en 1968 Kot i mysz, une adaptation du roman de Günter Grass, pour laquelle il reçoit un prix individuel lors des 5e Rencontres théâtrales de Łódź en 1969. En 1979-1981, il est directeur du théâtre Bagatela.
À partir de 1972, il est membre de l'ensemble du théâtre Stary de Cracovie. Il joue dans des productions de Konrad Swinarski, Jerzy Jarocki, Filip Bajon, Jerzy Grzegorzewski et Krystian Lupa. Il apparaît sur la scène du  théâtre Stary pour la dernière fois en 2005.
Depuis sa fondation, il est membre permanent de l'association Kraków Kuźnica, dont il est vice-président après la mort de Tadeusz Hołuj.

## Récompenses et distinctions
- 22 mai 2000 : Croix d'officier de l'ordre Polonia Restituta « en reconnaissance de contributions exceptionnelles à la culture polonaise, pour des réalisations dans le domaine de la création »[3]
- 5 septembre 2017 : Insigne Honoris Gratia « en reconnaissance des services rendus à Cracovie et à ses habitants »[4]

## Vie privée
En 1954, il épouse la peintre Anna Güntner (pl) (1933-2013). Un an plus tard naît leur fille.